# اعتماد التقويم الميلادي

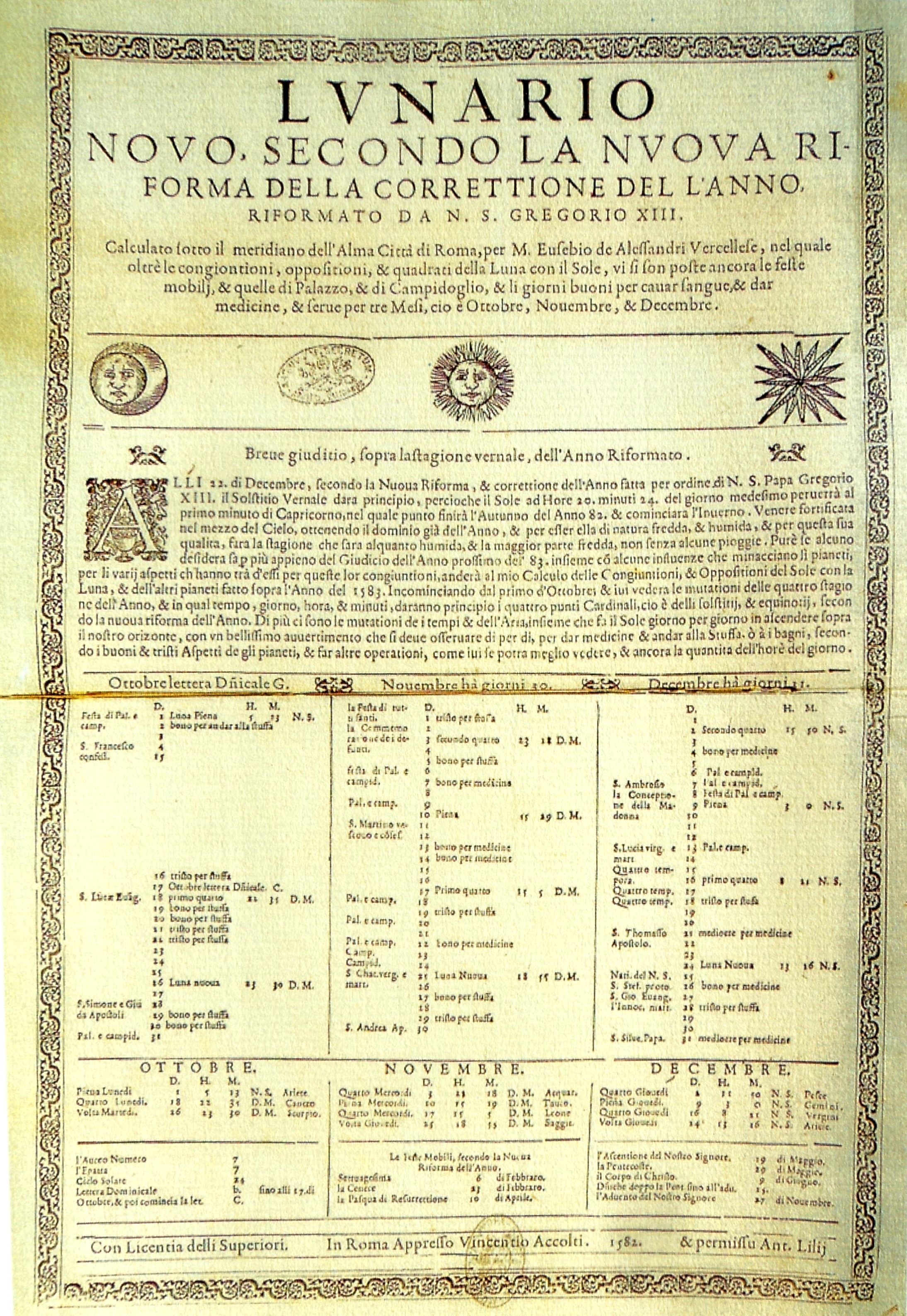
تقويم صدر في روما يعود لسنة 1582، وهو أحد أقدم طبعات التقويم الجديد الموحد.

يُعدّ اعتماد التقويم الميلادي (يُعرف أيضًا بالتقويم الغريغوريّ) حدثًا جديدًا في التاريخ البشري الحديث لمعظم الدول والمجتمعات الإنسانية، وهو ما يعني توحيد طريقة تواصل ونقل التواريخ بين جميع بلدان العالم وحدوث تغير في الاعتماد على نظام التأريخ التقليدي (الأسلوب القديم) حيث كان لكل مجتمع تقويمه التقليدي الخاص إلى اعتماد نظام التأريخ الحديث (الأسلوب الجديد)، والمستخدم اليوم على نطاق واسع في جميع أنحاء العالم. وقد اعتمدته بعض الدول منذ عام 1582، ولكن البعض لم يفعل ذلك حتى أوائل القرن العشرين، والبعض الآخر اعتمد ذلك الأسلوب الجديد فيما بين هذين التاريخين؛ ومع ذلك، يستمر عدد من الدول في استخدام تقويم مدني مختلف. بالنسبة للكثيرين، يُستخدم أسلوب التقويم الجديد فقط للأغراض المدنية، بينما يظل أسلوب التقويم القديم مستخدمًا في السياقات الدينية. يعد اليوم التقويم الميلادي هو التقويم المدني الأكثر استخدامًا في العالم والتأريخ به هو المعيار الأساسي لنقل وتدوين الأيام والسنين. كان من الشائع خلال فترة التغيير بين الأنظمة التقويمية -ولبعض الوقت بعد ذلك- استخدام الأسلوبين «الجديد» و«القديم» عند إعطاء التواريخ، وذلك للإشارة إلى التقويم المستخدم في الحساب.
وُضع التقويم الميلادي عام 1582 بمرسوم بابوي للبابا غريغوريوس الثالث عشر، لتصحيح الافتراض الخاطئ في التقويم اليولياني (التقويم الروماني) المستخدم آنذاك؛ والذي كان يفترض أن السنة تدوم 365.25 يوم، في حين أنها تدوم في الواقع لنحو 365.2422 يوم. على الرغم من أن التصحيح الذي قام به غريغوري شُرع بأكثر الطرق الرسمية المتاحة للكنيسة، فلم يكن للمرسوم أي سلطة تتجاوز الكنيسة الكاثوليكية والدولة البابوية. إذ إن التغييرات التي كان يقترحها هي تغييرات في التقويم المدني، والتي لم يكن لديه أي سلطة رسمية عليها. وهي تتطلب اعتماد السلطات المدنية في كل بلد ليكون لها تأثير قانوني.
أصبح المرسوم قانونًا للكنيسة الكاثوليكية في عام 1582، لكن الكنائس البروتستانتية والكنائس الأرثوذكسية الشرقية وعددًا قليلًا من الكنائس الأخرى لم تعترف به. ونتيجة لذلك، تباينت الأيام التي احتفلت بها الكنائس المسيحية المختلفة بعيد الفصح والأعياد ذات الصلة.

## الاعتماد في البلدان الكاثوليكية
كانت الدول الكاثوليكية مثل فرنسا وبولندا والإمارات الإيطالية وإسبانيا (إلى جانب مستعمراتها الأوروبية والخارجية) والبرتغال والولايات الكاثوليكية للإمبراطورية الرومانية المقدسة؛ هي أول من غيرت تقويمها إلى التقويم الميلادي. إذ تخطوا عشرة أيام، بداية من الخميس 4 أكتوبر 1582؛ ليكون اليوم التالي له هو الجمعة 15 أكتوبر 1582. شهدت البلدان التي لم تغير تقويمها حتى القرن الثامن عشر سنةً كبيسةً (1700)، ما استلزم تخطي أحد عشر يومًا بدلًا من عشرة أيام. لم تغير بعض الدول تقويمها حتى القرن التاسع عشر أو القرن العشرين، ما استلزم تخطي يوم أو يومين آخرين من التقويم.
أصدر فيليب الثاني ملك إسبانيا قرارًا بالتغيير من التقويم اليولياني إلى التقويم الميلادي، ما أثر بالكثير على أوروبا الرومانية الكاثوليكية، إذ كان فيليب في ذلك الوقت حاكمًا على إسبانيا والبرتغال ومعظم الأراضي الإيطالية. في هذه المناطق، وأيضًا في الكومنولث البولندي الليتواني (الذي تحكمه الملكة آنا ججلون) وفي الدولة البابوية، طُبق التقويم الجديد في التاريخ المحدد من قبل البابا؛ فأصبح الخميس 4 أكتوبر 1582 حسب التقويم اليولياني، يليه الجمعة 15 أكتوبر 1582 طبقًا للتقويم الميلادي الجديد، ثم اتبعت المستعمرات الإسبانية والبرتغالية التقويم الجديد في وقت لاحق بحكم الأمر الواقع وبسبب التأخير في عمليات التواصل.
وسرعان ما اتبعت ذلك بلدان كاثوليكية أخرى. اعتمدت فرنسا التقويم الجديد يوم الأحد 9 ديسمبر 1582، إذ أصبح يليه يوم الاثنين 20 ديسمبر 1582. واعتمدت مقاطعتا برابانت وزيلاند الهولنديتان والبرلمان الهولندي التقويم الجديد في 25 ديسمبر من ذلك العام، واعتمدت مقاطعات الأراضي المنخفضة الجنوبية (بلجيكا الآن) باستثناء دوقية برابانت التقويم الجديد في 1 يناير 1583، بينما اعتمدته مقاطعة هولندا في 12 يناير 1583. اعتمدت الكانتونات السويسرية الكاثوليكية السبعة التقويم الجديد في يناير 1684، بينما اعتمدته جنيف والعديد من الكانتونات البروتستانتية في يناير 1701 أو في تواريخ أخرى خلال القرن الثامن عشر. كانت البلدات السويسرية شيرز وغروش آخر المناطق في أوروبا الغربية والوسطى تتحول للتقويم الميلادي، وذلك عام 1812.

## الاعتماد في البلدان البروتستانية
في البداية، اعترض العديد من البلدان البروتستانتية على تبني المبتكر الكاثوليكي، وكان بعض البروتستانت يخشون أن يكون التقويم الجديد جزءًا من مخطط لإعادة هذه البلدان إلى الكاثوليكية. في إنجلترا، نظرت الملكة إليزابيث الأولى والمجلس الخاص بها بعين الاستحسان إلى توصية شبيهة بالتقويم الميلادي صادرة عن اللجنة الملكية، وذلك بإسقاط عشرة أيام من التقويم، ولكن المعارضة الشديدة من الأساقفة الأنجليكانيين، الذين زعموا أن البابا كان بلا أدنى شك هو الوحش العظيم الرابع لدانيال (كما جاء في الكتاب المقدس)، أدت بالملكة إلى الصمت وترك الأمر ينتهي بهدوء. وفي الأراضي التشيكية، قاوم البروتستانت التقويم الذي فرضته ملكية هابسبورغ. وفي أجزاء من أيرلندا، حافظ المتمردون الكاثوليك على عيد الفصح «الجديد» في تحدٍّ للسلطات الإنجليزية الموالية، وذلك حتى هزيمتهم في حرب التسع سنوات. وفي وقت لاحق، التمس ممارسو الكاثوليكية في السر التزكية لإعفائهم من التقيد بالتقويم الجديد، لأنه يشير إلى عدم ولائهم.

### بروسيا
دوقية بروسيا اللوثرية، والتي كانت حتى عام 1657 إقطاعية تابعة لبولندا الكاثوليكية الرومانية، هي أول دولة بروتستانتية تعتمد التقويم الميلادي، وذلك في عام 1611 بتأثير سيدها الإقطاعي، ملك بولندا. بالتالي أصبح 22 أغسطس يليه يوم 2 سبتمبر 1612. ومع ذلك، فإن هذا التغيير في التقويم لم يطبق في مناطق أخرى تابعة لآل هوهنتسولرن، مثل براندنبورغ، وهي إقطاعية من الإمبراطورية الرومانية المقدسة مقرها برلين.

### الدنمارك
في عام 1700 وبتأثير من عالم الفلك أوول رومر، اعتمدت الدنمارك -التي كانت النرويج حينها تابعة لها- الجزء الشمسي من التقويم الميلادي، وذلك في نفس الوقت الذي اعتمدته براندنبورغ بوميرانيا وغيرها من الولايات البروتستانتية للإمبراطورية الرومانية المقدسة. إذ أصبح الأحد 18 فبراير 1700 يليه يوم الاثنين 1 مارس 1700. لم تعتمد أي من هذه الدول الجزء القمري من التقويم، وبدلًا من ذلك اعتمدت في حساب تاريخ عيد الفصح حسابَ لحظة الاعتدال الربيعي واكتمال القمر وفقًا لجداول كيبلر رودولفين لعام 1627. أشارت الولايات البروتستانية إلى ذلك الحساب باسم «التقويم المحسن»، واعتبرته متميزًا عن الحساب الميلادي. وقد اعتمدت أخيرًا الحساب الميلادي لعيد الفصح في عام 1774. اعتمدت المقاطعات المتبقية من الجمهورية الهولندية لاحقًا التقويم الميلادي؛ إذ اعتمدته خيلدرلند في 12 يوليو 1700، وأوفرايسل وأوترخت في 12 ديسمبر 1700، وفرايزلاند وخرونينغن في 12 يناير 1701، ودرينته في 12 مايو 1701.

### السويد
بروسيا كان الانتقال من السويد إلى التقويم الغريغوري صعبًا وطويلًا. بدأت السويد في التحول من التقويم اليوليوسي إلى التقويم الغريغوري في عام 1700، ولكن تقرر التعديل تدريجيًا (ثم 11 يومًا) عن طريق استبعاد أيام كبيسة (29 فبراير) من كل سنة من السنوات الـ 11 المتتالية، من 1700 إلى 1740. خلال هذا الوقت، سيكون التقويم السويدي غير متوافق مع التقويم اليوليوسي والتقويم الميلادي لمدة 40 عامًا؛ علاوة على ذلك، لن يكون الفرق ثابتًا ولكنه سيتغير كل أربع سنوات. كان لهذا النظام احتمال حدوث ارتباك عند تطوير التواريخ للأحداث السويدية خلال فترة الأربعين عامًا. إضافة إلى الارتباك، كان النظام يدار بشكل سيئ ولم تكن أيام القفزة التي كان ينبغي استبعادها في 1704 و 1708 لا. كان يجب أن يكون التقويم السويدي (وفقًا للخطة الانتقالية) متأخراً عن الميلادي بمقدار 8 أيام ولكن متأخراً بعشرة أيام. أدرك الملك تشارلز الثاني عشر أن التغيير التدريجي للنظام الجديد لم يكن يعمل، وتركه. بدلاً من الانتقال مباشرةً إلى التقويم الميلادي، تقرر العودة إلى التقويم اليوليوسي. تم تحقيق ذلك من خلال تقديم تاريخ واحد 30 فبراير 1712، وتعديل الفجوة في التقاويم من 10 إلى 11 يومًا. اعتمدت السويد أخيرًا الجزء الشمسي من التقويم الغريغوري عام 1753، عندما أعقب يوم الأربعاء 17 فبراير يوم الخميس 1 مارس. بما أن فنلندا كانت تحت الحكم السويدي في ذلك الوقت، فقد فعل الشيء نفسه. لم يرجع غزو فنلندا من قبل الإمبراطورية الروسية في عام 1809، منذ منح الاستقلال الذاتي، لكن وثائق الحكومة الفنلندية مؤرخة في كل من الأسلوبين الجولياني والميلادي. انتهت هذه الممارسة عندما تم الحصول على الاستقلال في عام 1917[بحاجة لمصدر].

### بريطانيا ومستعمراتها
من خلال سن قانون التقويم (النمط الجديد) 1750، اعتمدت بريطانيا ومستعمراتها (بما في ذلك أجزاء من ما هو الآن الولايات المتحدة) التقويم الغريغوري في 1752، عندما كان يجب تصحيحه من قبل 11 يوم. تبع يوم الأربعاء 2 سبتمبر 1752 يوم الخميس 14 سبتمبر 1752. ولدت الادعاءات بأن مثيري الشغب الذين طالبوا «أعطونا أحد عشر يومًا» من سوء تفسير لوحة لوليام هوغارث. في بريطانيا العظمى، تم استخدام مصطلح «نمط جديد» للتقويم وحذف القانون كل اعتراف بالبابا جريجوري: وضع ملحق القانون حسابًا لتاريخ عيد الفصح الذي حصل على نفس النتيجة مثل قواعد Grégoire ، دون الإشارة إليه في الواقع.
مع نفس القانون، قامت الإمبراطورية (باستثناء اسكتلندا، التي فعلت ذلك بالفعل من عام 1600) بتغيير بداية السنة التقويمية من 5 أبريل إلى 1 يناير. لذلك، قد تشير عادة المواعدة المزدوجة (إعطاء تاريخ في الأنماط القديمة والجديدة) إلى التغيير في التقويم الجولياني / الغريغوري، أو التغيير في بداية العام، أو كليهما[بحاجة لمصدر].
للحصول على شرح للتأثير على السنة الضريبية في المملكة المتحدة، راجع "قانون التقويم (النمط الجديد) 1750: رد الفعل والتأثير

### اعتماد في الأمريكتين
اعتمدت المستعمرات الأوروبية للأمريكتين التغيير عندما فعلت بلدانهم الأصلية ذلك. اعتمدت فرنسا الجديدة وإسبانيا الجديدة التقويم الجديد في عام 1582. تم تطبيق التقويم الغريغوري في المستعمرات البريطانية في كندا وفي الولايات المتحدة المستقبلية شرق الأبلاشيين عام 1752. في ألاسكا وقعت بعد أن اشترت الولايات المتحدة ألاسكا من روسيا، الجمعة 6 أكتوبر 1867، تليها الجمعة 18 أكتوبر. بدلاً من 12 يومًا، تم تخطي 11 فقط وتم تكرار يوم الأسبوع عدة أيام متتالية، لأنه في نفس الوقت تم نقل خط تغيير التاريخ، من الحدود الشرقية لألاسكا (مع الأراضي البريطانية التي ستصبح أجزاء من كندا في عام 1870 و 1871) لتتبع حدودها الغربية الجديدة، الآن مع روسيا[بحاجة لمصدر].

## التبني في أوروبا الشرقية
كانت العديد من دول أوروبا الشرقية أرثوذكسية شرقية أو إسلامية واعتمدت التقويم الغريغوري بعد ذلك بكثير من الدول الغربية المسيحية. تبنت الدول الكاثوليكية مثل الكومنولث البولندي الليتواني التقويم «الطراز الجديد» الغريغوري (NS) في 1582 (تم دفعه في عام 1795 بعد التقسيم الثالث لبولندا)، ولكن الانتقال إلى التقويم الغريغوري للاستخدام العلماني أنتجت في البلدان الأرثوذكسية الشرقية في أواخر القرن العشرين - ولا تزال بعض الجماعات الدينية في بعض هذه البلدان تستخدم التقويم الجولياني «القديم» لأغراض كنسية. انتقلت مملكة بلغاريا من التقويم اليوليوسي إلى التقويم الغريغوري خلال الحرب العالمية الأولى في 31 مارس 1916، حيث كان اليوم التالي 14 أبريل 1916
تم إعادة تنظيم الإمبراطورية العثمانية التقويم الرومي، المستخدمة لأغراض ضريبية، من جوليان إلى رحيل ميلادي في 16 فبراير / 1 مارس 1917. تم إعادة بداية العام إلى الصفر في 1 يناير من 1918. ومع ذلك، ظل ترقيم السنوات التركية فقط حتى تم إدخال التقويم الغريغوري للأغراض العامة في 1 يناير 1926.
في روسيا، تم قبول التقويم الميلادي بعد ثورة أكتوبر. في 24 يناير 1918، أصدر مجلس المفوضين الشعبيين قرارًا ليتبع يوم الأربعاء الموافق 31 يناير 1918 يوم الخميس 14 فبراير 1918، وبذلك تم إسقاط 13 يومًا تقويميًا. مع التغيير، حدثت ثورة أكتوبر نفسها، بمجرد تحويلها، في 7 نوفمبر. تميل المقالات عن ثورة أكتوبر التي تشير إلى اختلاف التاريخ إلى إجراء تحويل كامل لتواريخ جوليان في التقويم الغريغوري. على سبيل المثال، في مقال «ثورة أكتوبر (نوفمبر)»، التنسيق «25 أكتوبر (7 نوفمبر، أسلوب جديد)» لوصف تاريخ بداية الثورة.
اعتمدت دول أوروبا الشرقية الأخرى، ولا سيما الدول الأرثوذكسية الشرقية، التقويم الغريغوري في العشرينيات أو أوائل العشرينيات من القرن العشرين، وقد تبنته رومانيا في عام 1919، 31 مارس، 1919، تليها 14 أبريل، 1919 كانت اليونان آخر دولة في أوروبا الشرقية الأرثوذكسية التي اعتمدت التقويم الغريغوري للأغراض المدنية، في ذلك الوقت تحت الإدارة العسكرية بعد ثورة 11 سبتمبر 1922، مع الأربعاء 15 فبراير 1923، يليها الخميس 1 مارس 1923 تبنته تركيا في 1 يناير 1926. المرسوم السوفييتي يقتصر صراحة الإصلاح على المسائل العلمانية (أي غير الدينية)، كما فعل المرسوم اليوناني. لم تؤثر أي من هذه الإصلاحات على تواريخ الأعياد الدينية. (انظر أدناه)[بحاجة لمصدر].

## التقويم الإسلامي
التقويم الهجري هو تقويم تقليدي مستند على أطوار القمر يتكون من 12 شهرًا قمريًا في سنة مكونة من 354 أو 355 يومًا، أي أنها أقل بـ 11 يومًا من السنة الشمسية. ونتيجة لذلك، تتنقل الأيام المقدسة في الإسلام في السنة الشمسية على مدار 32 عامًا. تستخدم بعض دول العالم الإسلامي التقويم الميلادي للأغراض المدنية، مع الإبقاء على التقويم الإسلامي للأغراض الدينية. على سبيل المثال، لحقت المملكة العربية السعودية بسائر بلدان العالم لتعتمد التقويم الميلادي كتقويمها المدني بنهاية عام 2016.
| الدولة / الولاية                       | تواريخ اعتماد التقويم الميلادي |
| -------------------------------------- | --- |
| ألبانيا                                | في ديسمبر 1912 . |
| ألمانيا                                | بحسب الولايات في تواريخ مختلفة: - الدول الكاثوليكية بين 1583 و 1585 . - بروسيا:22 أغسطس 1610 يليه 2 سبتمبر 1610. - الدول البروتستانتية: 18 فبراير 1700 يليه 1 إيه مارس 1700 (مع المتغيرات المحلية). |
| النمسا                                 | تواريخ مختلفة حسب المنطقة: - بريسانون، سالزبورغ وتيرول: ل5 أكتوبر 1583 يليه 16 أكتوبر 1583. - كارينثيا وستيريا: ل14 ديسمبر 1583 يليه 25 ديسمبر 1583. انظر أيضا تشيكوسلوفاكيا والمجر . |
| بلجيكا (كانت جزءًا من هولندا الإسبانية) | ال 14 ديسمبر 1582 يليه 25 ديسمبر 1582 . |
| بلغاريا                                | ال 31 مارس 1916 يليه 14 أفريل 1916 . |
| كندا                                   | تغيرت مناطق مختلفة في تواريخ مختلفة: - نيوفاوندلاند وخليج هدسون: 2 سبتمبر 1752 يليه 14 سبتمبر 1752. - نوفا سكوشيا: ميلادية من 1605 إلى13 أكتوبر 1710ثم جوليان دو 2 أكتوبر 1710 في 2 سبتمبر 1752ثم الغريغوري منذ ذلك الحين 14 سبتمبر 1752. - بقية كندا: ميلادي منذ الاتفاقية الأوروبية الأولى. |
| الصين                                  | 1912 إما في عام 1929 أو في عام 1949، اعتمادًا على السلطة التي قررت [المرجع. مطلوب] . |
| الدنمارك (بما في ذلك النرويج)          | ال 18 فبراير 1700 يليه 1 إيه مارس 1700. |
| مصر                                    | عام 1875. |
| إسبانيا                                | ال 4 أكتوبر 1582 تليها 15 أكتوبر 1582وهكذا، القديسة تريزا من افيلا توفي في ليلة 415 أكتوبر 1582. |
| إستونيا                                | عام 1918. |
| الولايات المتحدة                       | تغيرت المجالات المختلفة في أوقات مختلفة: - الساحل الشرقي: مع بريطانيا العظمى عام 1752 . - وادي المسيسيبي مع فرنسا عام 1582 . - تكساس، فلوريدا، كاليفورنيا، نيفادا، أريزونا، نيو مكسيكو: مع إسبانيا عام 1582 . - واشنطن، أوريغون: مع بريطانيا العظمى عام 1752 . - ألاسكا: في أكتوبر 1867 عندما أصبح جزءًا لا يتجزأ من الاتحاد. |
| فنلندا                                 | كانت فنلندا جزءًا من السويد عندما اعتمدت التقويم الغريغوري عام 1753. عندما كانت فنلندا جزءًا من روسيا، التي كانت لا تزال تستخدم التقويم الجولياني، احتفظت بالاستخدام الرسمي للتقويم الميلادي على الرغم من استخدامات معينة للتقويم جوليان. |
| فرنسا                                  | إن 9 ديسمبر 1582 يليه 20 ديسمبر 1582لكن البرلمانات المختلفة وافقت على هذا التغيير أكثر أو أقل في وقت متأخر. بالإضافة إلى ذلك، لم تكن المقاطعات التالية فرنسية في ذلك الوقت . - الألزاس :5 فبراير 1682 يليه 16 فبراير 1682. - لورين :16 فبراير 1760 يليه 28 فبراير 1760. - فرانش كومتيه - نورد با دو كاليه، ثم جزء من هولندا الإسبانية :14 ديسمبر 1582 يليه 25 ديسمبر 1582 . - دوقية سافوي (إدارات سافوا)                                     |
| بريطانيا والمستعمرات                   | حسب المناطق - إنجلترا، ويلز، المستعمرات:2 سبتمبر 1752 يليه 14 سبتمبر 1752. كما تم تعيين بداية العام في 1 شارع يناير بدلا من نهاية مارس . تم حذف 11 يومًا وليس 10، لأنه في 1752، زاد الفارق الزمني بين التقويمين الجولياني والميلادي إلى 11 يومًا. - اسكتلندا : الكثير من الارتباك بشأن التغييرات الاسكتلندية. السلطات المختلفة لا تقدر إجراء هذا التغيير في نفس الوقت مثل بقية بريطانيا. البعض فعل ذلك قبل وقت طويل.                           |
| اليونان                                | ال 9 مارس 1924 يليه 23 مارس 1924. |
| المجر                                  | ال 21 أكتوبر 1587 يليه 1 ش نوفمبر تشرين الثاني 1587. |
| إيطاليا                                | ال 4 أكتوبر 1582 يليه 15 أكتوبر 1582. |
| اليابان                                | تم تقديم التقويم الميلادي بالإضافة إلى التقويم التقليدي 1 جانفي 1873 |
| لاتفيا                                 | خلال الاحتلال الألماني من عام 1915 إلى عام 1918 . |
| ليتوانيا                               | في عام 1915 . |
| لوكسمبورج                              | ال 14 ديسمبر 1582 يليه 25 ديسمبر 1582. |
| النرويج                                | انظر الدنمارك . |
| هولندا                                 | بحسب المحافظات: - هولندا، زيلاند، برابانت، ليمبورغ والمقاطعات الجنوبية (اليوم بلجيكا وشمال فرنسا): 14 ديسمبر 1582 يليه 25 ديسمبر 1582 . - جرونينجن: le 28 فبراير 1583 يليه 11 مارس 1583. العودة إلى التقويم اليوليوسي في صيف 1584 ثم31 ديسمبر 1700 تبعه 12 جانفيير 1701. - جيلديرلاند: le 30 Juin 1700 يليه 12 يوليو 1700. - أوترخت وأوفريسل: le 30 نوفمبر 1700 يليه 12 ديسمبر 1700. - فريزلاند ودرينته 31 ديسمبر 1700 يليه 12 جانفيير 1701. |
| بولندا                                 | في عام 1586 . |
| البرتغال                               | ال 4 أكتوبر 1582 يليه 15 أكتوبر 1582. |
| رومانيا                                | ال 31 مارس 1919 يليه 14 أفريل 1919 (تغير الجزء الأرثوذكسي في البلاد لاحقًا). |
| روسيا                                  | ال 31 جانفي 1918 يليه 14 فبراير 1918 . في الجزء الشرقي من البلاد، حدث التغيير في عام 1920 [المرجع. مطلوب] . |
| السويد (بما في ذلك فنلندا)             | ال 17 فبراير 1753 يليه 1 إيه المريخ 1753. استخدمت السويد متغيرها الخاص بالتقويم اليوليوسي بين1 إيه مارس 1700 وال 29 فبراير 1712). |
| سويسرا                                 | يختلف باختلاف الكانتونات : - كان الأول 7 كانتونات كاثوليكية مرت من 11 يناير 1584 في 22 يناير 1584 - لآخر 31 ديسمبر 1700 في 12 يناير 1701 . - احتفظت بعض القرى بالتقويم اليوليوسي حتى عام 1812. |
| تشيكوسلوفاكيا (بوهيميا ومورافيا)       | ال 6 يناير 1584 يليه 17 يناير 1584. |
| تركيا                                  | مرور التقويم الإسلامي وجلال الدين الرومي إلى التقويم الغريغوري1 جانفي 1927. |
| يوغوسلافيا                             | عام 1919 . |

## وصلات خارجية
- تواريخ اعتماد التقويم الميلادي وتوحيد التأريخ حول العالم.